# Heybrook Bay
Heybrook Bay – osada w Anglii, w hrabstwie Devon. Leży 5 km od miasta Plymouth. W 2018 miejscowość liczyła 501 mieszkańców.